# Maria de Wilde
Pour les articles homonymes, voir de Wilde.
Maria de Wilde (7 janvier 1682 - 11 avril 1729) était une graveuse néerlandaise et une dramaturge des Provinces-Unies. Elle est née et morte à Amsterdam, où elle a joué un rôle actif dans le monde bourgeois de la classe supérieure des artistes et des écrivains, et a gagné une réputation en gravant la collection d'art de son père fortuné, Jacob de Wilde (en). Autrefois créditée de quatre pièces de théâtre, on ne lui attribue dorénavant qu'une tragédie et, éventuellement, une comédie.

## Biographie
Elle fait une gravure de la rencontre entre le tsar Pierre le Grand et son père ; lors de la deuxième visite du tsar, elle lui en donne une copie, celui-ci l'en remerciant en lui donnant un joyau,.